# Nại Giải
Nại Giải (mất 230, trị vì 196–230) là quốc vương thứ 10 của Tân La, một trong Tam Quốc Triều Tiên. Ông thường được gọi là Nam Giải ni sư kim, ni sư kim (isageum) là một tước hiệu vương thất vào thời đầu của Tân La. Ông là hậu duệ của vị quốc vương thứ 4 là Thoát Giải và mang họ Thạch (Seok).
Ông là vương tôn của vị quốc vương tiền vị, Phạt Hưu ni sư kim. Do hai người con trai của Phạt Hưu là thái tử Cốt Chính (Goljeong) và vương tử Y Mãi (Imae) mất sớm, trong khi người con trai của Cốt Chính là Trợ Bôn (Jobun) còn quá trẻ. Nam Giải kết hôn với một họ hàng trong nội bộ gia tộc Tích. Anh của vương hậu là Trợ Bôn, vị vua kế vị.
Trong thời kỳ trị vì của ông, Tam quốc sử ký (Samguk Sagi) thuật rằng vương quốc có mối quan hệ thân thiết với liên minh Già Da (Gaya) láng giềng, và có nhiều xung đột với vương quốc Bách Tế kình địch.
Bách Tế xâm lược Tân La vào các năm 199 và 214; Tân La phản ứng bằng việc xâm chiếm Sa Hiện thành (Sahyeon-seong) của Bách Tế. Nại Giải đã đích thân lãnh đạo cuộc phòng thủ thành công trước quân Bách Tế vào năm 218.

## Gia đình
- Phụ thân: Y Mãi (Imae)
- Mẫu thân: Nội Lễ phu nhân (Naerye)
- Vương hậu: Vương hậu học Tích, muội của Trợ Bôn ni sư kim
- Nhi tử
  - Nữ: A Nhĩ Hề phu nhân (Aihye), phu nhân của Trợ Bôn ni sư kim
  - Nam: Tích Vu Lão (Seok Ulo)
  - Nam: Tích Lợi Âm (Seok I-eum)